# Infusione

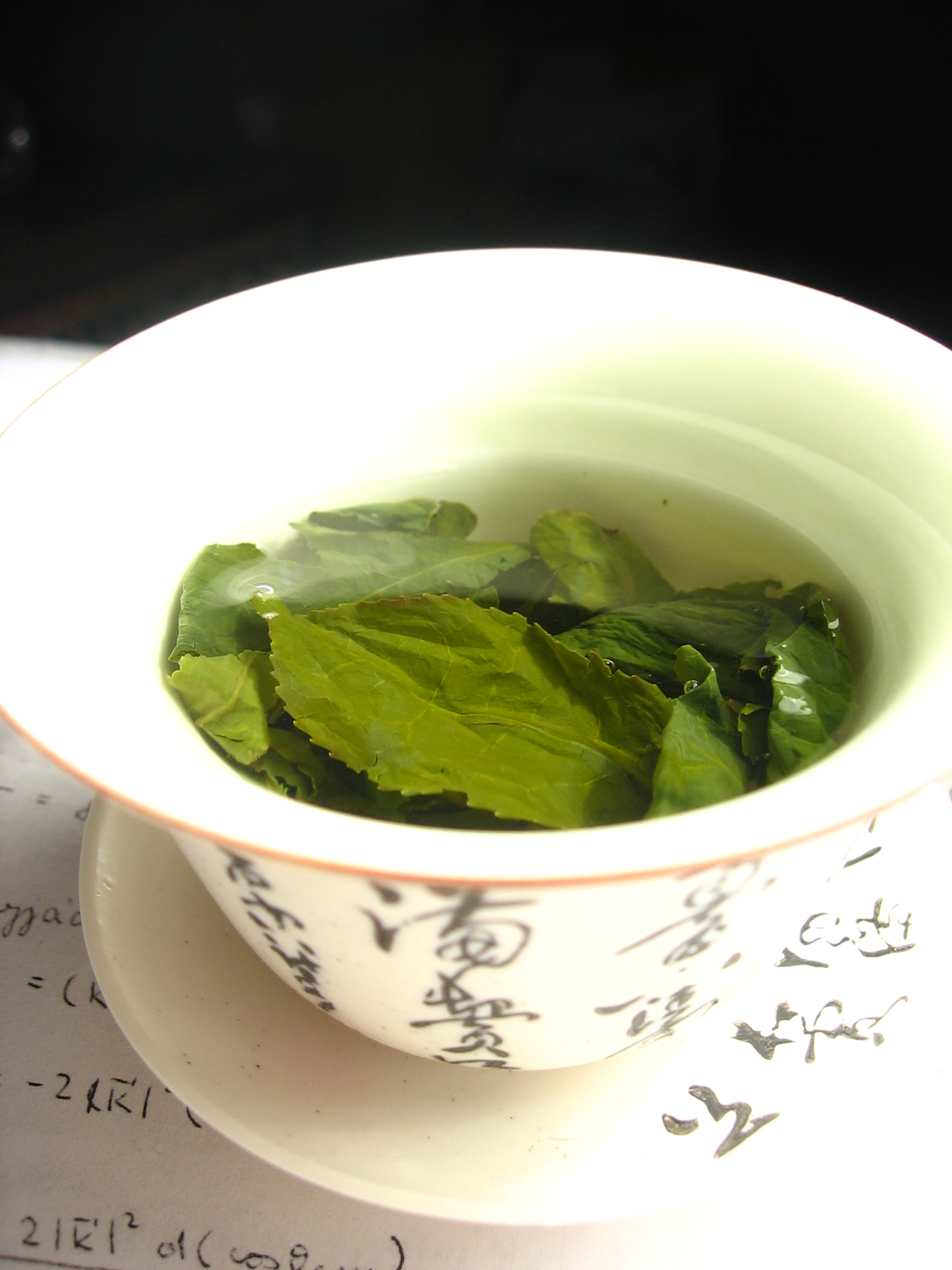
Foglie di tè in infusione.

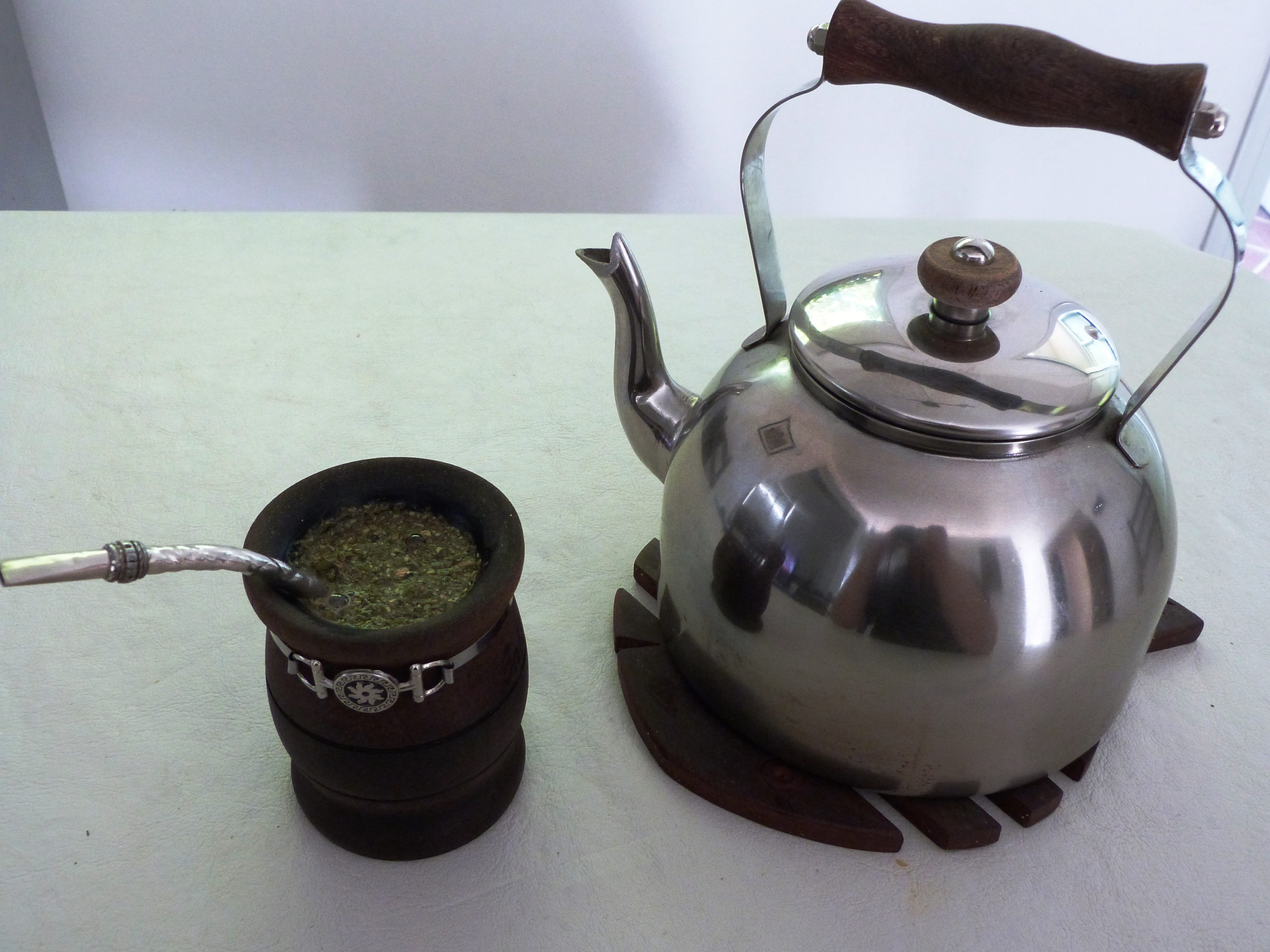
Mate

L'infusione è un metodo utilizzato per estrarre i principi attivi o gli aromi da piante officinali o da alimenti solidi e si attua immergendo tali piante o alimenti in un liquido (che può essere acqua, alcol, vino, latte freddo o caldo) per un tempo più o meno lungo.
Il prodotto che si ricava dall'infusione è detto infuso.

## Applicazioni

### In erboristeria
L'infusione si utilizza in erboristeria per ottenere tisane (assumendo termini più precisi a seconda delle sostanze utilizzate) allo scopo di estrarre i principi attivi dalle piante officinali. A seconda dell'infuso da preparare, si utilizzano differenti parti della pianta, tra cui fiori, frutti, parti erbacee e foglie.
L'infuso viene preparato versando acqua bollente sulle parti selezionate, essiccate e sminuzzate della pianta e lasciando il tutto in infusione per qualche minuto. Passato questo periodo di tempo, si procede alla filtrazione, che si può effettuare con un normale colino, e dopo aver spremuto il residuo solido rimasto sul filtro, l'infuso si può dichiarare pronto.

### In cucina
La tecnica dell'infusione è utilizzata in cucina per la preparazione del tè e per estrarre aromi, per esempio si può insaporire l'aceto immergendo in esso delle piante aromatiche come timo od origano.